# 伊里萨里
伊里萨里（法語：Irissarry，法語發音：[iʁisaʁi]）是法国大西洋比利牛斯省的一个市镇，位于该省西部，属于巴约讷区。

## 地理
伊里萨里（43°15'25"N, 1°14'1"W）面积26.39 平方千米，位于法国新阿基坦大区大西洋比利牛斯省，该省份为法国东南部省份，涵盖了贝阿恩与北巴斯克，西临大西洋比斯開灣，北至朗德省，东北接热尔省，东临上比利牛斯省，南与西班牙接壤。
与伊里萨里接壤的市镇（或旧市镇、城区）包括：埃莱特、伊奥尔迪、雅克叙、马凯、芒迪永德、奥塞斯、叙埃斯坎。
伊里萨里的时区为UTC+01:00、UTC+02:00（夏令时）。

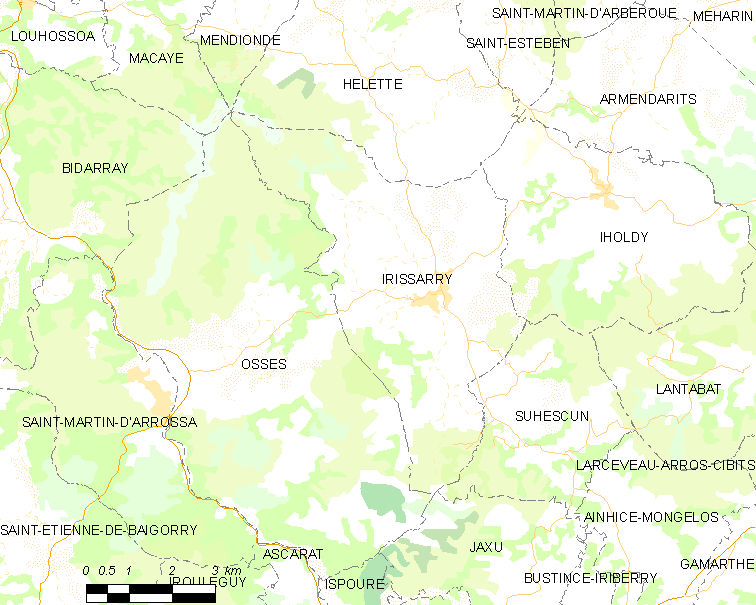
伊里萨里的OSM定位图

## 行政
伊里萨里的邮政编码为64780，INSEE市镇编码为64273。

## 政治
伊里萨里所属的省级选区为比达什地区-阿米库塞-奥斯蒂巴尔县。

## 人口

1962-2008年间伊里萨里人口变化图示

伊里萨里于2022年1月1日时的人口数量为892人。